# Samuela Vula
Samuela Vuluma Vula (ur. 22 sierpnia 1984) – fidżyjski piłkarz występujący na pozycji obrońcy. W 2012 roku wziął udział w Pucharze Narodów Oceanii.